# Südafrikanische Cricket-Nationalmannschaft in Neuseeland in der Saison 1963/64
Die Tour der südafrikanischen Cricket-Nationalmannschaft nach Neuseeland in der Saison 1963/64 fand vom 21. Februar bis zum 17. März 1964 statt. Die internationale Cricket-Tour war Bestandteil der Internationalen Cricket-Saison 1963/64 und umfasste drei Tests. Die Serie endete 0–0 unentschieden.

## Vorgeschichte
Südafrika bestritt zuvor eine Tour in Australien, für Neuseeland war es die erste Tour der Saison.
Das letzte Aufeinandertreffen der beiden Mannschaften bei einer Tour fand in der Saison 1961/62 in Südafrika statt.

## Stadien
Die folgenden Stadien wurden für die Tour als Austragungsort vorgesehen.
| Stadion       | Stadt      | Kapazität | Spiele  |
| ------------- | ---------- | --------- | ------- |
| Eden Park     | Auckland   | 50.000    | 3. Test |
| Carisbrook    | Dunedin    | 29.000    | 2. Test |
| Basin Reserve | Wellington | 11.000    | 1. Test |

## Kaderlisten
Die Mannschaften benannten die folgenden Kader.
| Test | Test |
| Neuseeland | Südafrika |
| --- | --- |
| - John Reid (K) - Bob Blair - Wynne Bradburn - Frank Cameron - Murray Chapple - Bob Cunis - Artie Dick (wk) - Graham Dowling - Graham Gedye - Noel McGregor - Dick Motz - Mike Shrimpton - Barry Sinclair - John Sparling - John Ward (wk) | - Trevor Goddard (K) - Eddie Barlow - Colin Bland - Buster Farrer - Denis Lindsay (wk) - Joe Partridge - David Pithey - Tony Pithey - Graeme Pollock - Peter Pollock - John Waite (wk) - Peter van der Merwe |

## Tests

### Erster Test in Wellington
| 21. – 25. Februar Scorecard | Wellington | Südafrika 302 (131.5) & 218-2d (66) | – | Neuseeland 253 (152.5) & 138-6 (76) |
|                             |            | Remis                               |   |                                     |

Südafrika gewann den Münzwurf und entschied sich als Schlagmannschaft zu beginnen.

### Zweiter Test in Dunedin
| 28. Februar – 3. März Scorecard | Dunedin | Neuseeland 149 (94) & 138 (84.5) | – | Südafrika 223 (105.2) & 42-3 (7) |
|                                 |         | Remis                            |   |                                  |

Neuseeland gewann den Münzwurf und entschied sich als Schlagmannschaft zu beginnen.

### Dritter Test in Auckland
| 13. – 17. März Scorecard | Auckland | Südafrika 371 (125.5) & 200-5d (64.4) | – | Neuseeland 263 (131.3) & 191-8 (101) |
|                          |          | Remis                                 |   |                                      |

Neuseeland gewann den Münzwurf und entschied sich als Schlagmannschaft zu beginnen.

## Statistiken
Die folgenden Cricketstatistiken wurden bei dieser Tour erzielt.
| Tests           | Tests      | Tests   | Tests   | Tests   | Tests   | Tests   | Tests   | Tests   |
| Batting         | Batting    | Batting | Batting | Batting | Batting | Batting | Batting | Batting |
| Spieler         | Mannschaft | Spiele  | Innings | Runs    | Average | HS      | 100s    | 50s     |
| --------------- | ---------- | ------- | ------- | ------- | ------- | ------- | ------- | ------- |
| Eddie Barlow    | Südafrika  | 3       | 6       | 295     | 49,16   | 92      | 0       | 3       |
| Barry Sinclair  | Neuseeland | 3       | 6       | 264     | 44,00   | 138     | 1       | 1       |
| Trevor Goddard  | Südafrika  | 3       | 5       | 233     | 46,60   | 73      | 0       | 2       |
| Colin Bland     | Südafrika  | 3       | 6       | 207     | 69,00   | 83      | 0       | 1       |
| Graham McGregor | Neuseeland | 3       | 6       | 168     | 28,00   | 62      | 0       | 1       |
| Bowling         |            |         |         |         |         |         |         |         |
| Spieler         | Mannschaft | Spiele  | Overs   | Wickets | Average | BBI     | 5W      | 10W     |
| Peter Pollock   | Südafrika  | 3       | 6       | 15      | 17,20   | 6/47    | 1       | 0       |
| Joe Partridge   | Südafrika  | 3       | 6       | 13      | 19,00   | 6/86    | 1       | 0       |
| David Pithey    | Südafrika  | 3       | 6       | 12      | 18,66   | 6/58    | 1       | 0       |
| John Reid       | Neuseeland | 3       | 5       | 12      | 23,16   | 6/60    | 1       | 0       |
| Bob Blair       | Neuseeland | 3       | 6       | 12      | 27,25   | 4/85    | 0       | 0       |